# 大庄舊五福宮遺址
23°33′24″N 120°17′31″E / 23.556763°N 120.291911°E
大庄舊五福宮遺址，是位於臺灣嘉義縣六腳鄉蘇厝寮、北港溪堤防外農田的大庄五福宮舊廟身，形似遭洪水泥沙淹沒只露出頂端，但只是棄置的屋頂。

## 歷史
大庄五福宫的香火由蘇姓先民自福建省晉江縣迎請而來，直到道光初年才建廟。建廟後，前殿為主祀天僊五帝的五福宮，後殿為奉祀玄天上帝的北宸宮。早年該廟是笨港地區大庄的蘇厝寮、扶朝里和水埔里等三個村落的共同信仰中心。廟地是昔日的西螺福天宮信徒到朴子配天宮謁祖會經過的路線。
根據日人相良吉哉在1933年主編的《臺南州祠廟名鑑》，大庄五福宮其信徒約1500人，1915年9月由蘇貓獅、蘇乞、蘇財等人改建而成。依文史工作者林永村找到的樑籤，記載當年捐地建廟的信徒蘇乞食、蘇金獅、及蘇媽等數名捐金建廟的信徒名字。
早期，蘇厝村西北二面與北港溪相接，地面低離河床五、六公尺，和溪水相等，洪汎時期溪水暴漲，水面即高過村莊，若遇暴雨則溪岸崩塌。原先台灣省水利局北港工程處主任葉彧曾提出設計一項截彎取直的水利工程，但因土地與遷移費用受村民反對。八七水災及八一水災兩次水災後，村落損失尤鉅。1960年重建此廟。嘉義縣文化觀光局文化資產科長林君徽表示，舊廟廟體現存屋簷有鋼筋，泥塑、裝飾等工法屬近代。
嘉義縣文化基金會董事陳俊哲說明，1965年修築堤防後，財力耗損的村民將舊廟拆毀以取建材在堤防內另建新廟，棄置廟頂在原地，導致像是沉廟。2016年，舊五福宮狀似埋在田中的畫面引發民眾前來觀看。住新港鄉的雲林科技大學教師陳素雲看到《經典雜誌》拍攝一張在沙土中僅有廟簷、屋頂部分的照片，於是和新港頂菜園負責人陳明惠查訪並找到現址，並希望能以原狀保存下來，獲地主答應。
後，遺址有作為連續劇《地獄里長》場景之一。其他廟有舊武昌宮遺蹟。